# Dana Klimešová
Dana Klimešová roz. Ptáčková (* 28. května 1952 Olomouc) je československá hráčka basketbalu. Je vysoká 190 cm. Je zařazena na čestné listině zasloužilých mistrů sportu.

## Sportovní kariéra
Patřila mezi opory basketbalového reprezentačního družstva Československa, za které v letech 1971 až 1981 hrála celkem 202 utkání a má významný podíl na dosažených sportovních výsledcích. Zúčastnila se Olympijských her 1976 (Montreal, Kanada) – 4. místo, Mistrovství světa 1975 v Kolumbii – 3. místo, šesti Mistrovství Evropy 1972, 1974, 1976, 1978, 1980, 1981, na nichž získala dvě stříbrné medaile za druhá místa v letech 1974 a 1976 a tři bronzové medaile za třetí místa v letech 1972, 1978 a 1981. Na Mistrovství Evropy juniorek v roce 1971 (Subotica, Jugoslávie) s družstvem Československa získala za druhé místo titul vicemistra Evropy. Hrála za družstvo žen Výběru Evropy v roce 1978 v Polsku (Poznaň) proti Sovětskému svazu (76:113).
V československé basketbalové lize žen hrála celkem 10 sezón (1970-1978, 1980-82) za družstvo Sparta Praha, s nímž získala v ligové soutěži osm titulů mistra Československa (1970-1972,1973-1978, 1981) a dvakrát druhé místo (1973, 1982). V letech 1977 a 1978 byla vybrána jako basketbalistka roku a v letech 1973-1978 byla pětkrát vybrána do All-Stars – nejlepší pětice hráček československé ligy. Je na 22. místě v dlouhodobé tabulce střelkyň československé ligy žen za období 1963-1993 s počtem 3189 bodů. S klubem se zúčastnila 9 ročníků Poháru mistrů evropských zemí v basketbalu žen (PMEZ) s nímž se stala třikrát finalistou poháru, z toho jedenkrát vítězem Poháru mistrů v roce 1976 a dvakrát na druhém místě po prohře ve finále s klubem Daugawa Riga (1972) a GS San Giovanni, Itálie (1978). Dále čtyřikrát prohrála v semifinále Poháru mistrů proti Wisla Krakov, Polsko (1970), Daugawa Riga (1973) a CUC Clermont Ferrrand (1975, 1977).  

## Sportovní statistiky

### Kluby
- 1970-1982 Sparta Praha, celkem 11 medailových umístění: 8x mistryně Československa (1970-1972, 1973-1978, 1981), 2x vicemistryně Československa (1973, 1982)
- 1977, 1978 – 2x basketbalistka roku
- 1973-1978: nejlepší pětka hráček ligy – zařazena 5x: 1972/73 až 1977/78

### Evropské poháry
S klubem Sparta Praha v Poháru mistrů evropských zemí v basketbalu žen (PMEZ), kde je (uveden počet zápasů (vítězství – porážky) a celkový výsledek v soutěži:
- 1970 – 10 zápasů (7-3), v semifinále vyřazena od Wisla Krakov, Polsko,
- 1972 – 12 (6-6), výhra v semifinále nad CUC Clermont Ferrand, Francie, prohra ve finále s Daugawa Riga, 2. místo
- 1973 – 10 (6-4), v semifinále vyřazena od Daugawa Riga
- 1975 – 10 (6-4), v semifinále vyřazena od CUC Clermont Ferrand, Francie
- 1976 – 10 (6-4), výhra v semifinále nad GS San Giovanni, Itálie a ve finále nad CUC Clermont Ferrand, Francie (55:58, 77:57) Sparta Praha vítězem FIBA Poháru evropských mistrů v basketbale žen 1976,
- 1977 – 8 (5-3), v semifinále vyřazena od CUC Clermont Ferrand, Francie
- 1978 – 11 (7-4), výhra v semifinále nad Minior Pernik, Bulharsko, prohra ve finále s GS San Giovanni, Itálie, 2. místo
- 1981 – 10 (7-3), ve čtvrtfinálové skupině na 3. místě
- 1982 – 8 (3-1-4), ve čtvrtfinálové skupině na 3. místě
- Celkem 9 ročníků poháru, 3x účast ve finále, vítěz Poháru mistrů evropských zemí v basketbalu žen 1976, 2x 2. místo, 4x účast v semifinále, 2x ve čtvrtfinálové skupině

### Československo
- Olympijské hry 1976 Montreal (53 bodů /5 zápasů) 4. místo
- Mistrovství světa: 1975 Cali, Kolumbie (115 bodů /8 zápasů, nejlepší střelkyně) 3. místo
- Mistrovství Evropy: 1972 Varna, Bulharsko (35 /7) 3. místo, 1974 Cagliari, Itálie (68 /7) 2. místo, 1976 Clermont Ferrand, Francie (63 /5) 2. místo, 1978 Poznaň, Polsko (127 /8, nejlepší střelkyně) 3. místo, 1980 Banja Luka, Jugoslávie (65 /8) 4. místo, 1981 Ancona, Itálie (86 /7, nejlepší střelkyně) , celkem na ME 444 bodů a 42 zápasů
- 1971-1981 celkem 202 mezistátních zápasů, na OH, MS a ME celkem 612 bodů v 55 zápasech, na MS 1x 3. místo, na ME 2x 2. místo a 1x třetí místo
- 1971 Mistrovství Evropy juniorek: Subotica, Jugoslávie (73 /3), titul vicemistryně Evropy za 2. místo
- Titul zasloužilá mistryně sportu
- V roce 2015 uvedena do Síně slávy České basketbalové federace

### Výběr Evropy žen
Hrála za družstvo žen Výběru Evropy v Polsku Poznaň 31.05.1978 proti Sovětskému svazu (76:113). Její spoluhráčkou byla Hana Brůhová-Peklová